# Torefakcija
Torefakcija  biomase, npr. drva, blaga je forma pirolize pri temperaturama tipično između 200°C i 320°C. Torefakcija mijenja svojstva biomase kako bi imala puno bolju kvalitetu goriva za primjenu izgaranja i rasplinjavanja. Torefakcija vodi do suhog produkta bez biološke aktivnosti kao što je truljenje. Zakretni moment u kombinaciji sa zgušnjavanjem dovodi do vrlo energetski gustog nosača goriva od 20 do 21 GJ / t niže toplinske vrijednosti. Zbog procesa torefakcije dolazi do Maillardovih reakcija. 
Biomasa može biti važan izvor energije. Međutim, priroda pruža široku paletu mogućnosti biomase s različitim karakteristikama. Da bi se stvorili vrlo učinkoviti pretvorbeni lanci biomase u energiju, biorazgradnja biomase u kombinaciji sa zgušnjavanjem (peletizacija ili briketiranje) je obećavajući korak prevladavanja logističke ekonomije u velikim energetskim rješenjima, tj. olakšava transport i pohranu. Peleti ili briketi su lakši, suši i stabilniji u skladištenju od biomase od koje su napravljeni.

### Procesi
Torefakcija je termokemijski tretman biomase na 200 °C do 320 °C. To se provodi pod atmosferskim tlakom i bez kisika, tj. bez zraka. Tijekom procesa torefakcije, otpušta se voda sadržana u biomasi, kao i suvišne hlapljive tvari, a biopolimeri (celuloza, hemiceluloza i lignin) djelomično se raspadaju, dajući različite vrste hlapljivih sastojaka. Krajnji proizvod je preostali čvrsti, suhi, pocrnjeni materijal koji se naziva bio-ugljen.
Tijekom procesa, biomasa obično gubi 20% njezine mase i 10% njezine vrijednosti grijanja, bez znatne promjene u volumenu. Energija hlapljivih tvari može se koristiti kao gorivo za grijanje za torefakcijski proces. Nakon torefakcije biomase, ona može se zgušnjavati, obično u brikete ili pelete koristeći konvencionalnu opremu za zgušnjavanje, kako bi se povećala gustoća mase i energije i poboljšala njezina hidrofobna svojstva. Krajnji proizvod može odbiti vodu i time se može pohraniti u vlažnom zraku ili kiši bez značajne promjene u sadržaju vlage ili toplinskoj vrijednosti, za razliku od izvorne biomase iz koje je izrađena.
Povijest torefakcije seže do početka 19. stoljeća, a upotrebljavala se u velikom dijelu tijekom Drugoga svjetskog rata.
| temperatura (°C) | vrijeme (min) | reakcije u procesu | brzina grijanja (°C/min) | okoliš(medij) i tlak sušenja   | gubitak mase (%) | gubitak energije (%) |
| ---------------- | ------------- | --- | ------------------------ | ------------------------------ | ---------------- | -------------------- |
| 50-150           | 30-120        | sušenje bez reakcija (uklanjanje vlage i strukturalne promjene) | <50                      | zrak i okolišni tlak           | ~5-10            | beznačajan           |
| 150-200          | 30-120        | sušenje s reakcijama ( uklanjanje vlage i strukturalno oštećenje zbog kolapsa staničnih stijenki)                                                                   | <50                      | zrak i okolišni tlak           | ~10              | treba biti istraženo |
| 200-300          | <30           | razorno sušenje -Odvlaživanje i karbonizacija hemiceluloze -Depolimerizacija i devolatilizacija / omekšavanje lignina -Depolimerizacija i devolatilizacija celuloze | <50                      | inertni okoliš i okolišni tlak | ~70              | ~10                  |

### Svojstva toreficirane biomase

#### Veća energijska gustoća
Gustoća energije od 18-20 GJ / m³, u usporedbi s 26 do 33 GJ/t topline prirodnog antracitnog ugljena, može se postići u kombinaciji sa zgušnjavanjem (peletiranjem ili briketiranjem) u usporedbi s vrijednostima od 10-11 GJ / m³ za sirovu biomasu, što smanjuje troškove transporta od 40-50%. Važno je da peletiranje ili briketiranje prvenstveno povećava gustoću energije. Samo temperiranje obično smanjuje gustoću energije, iako omogućuje da se materijal lakše peletira ili briketira.

#### Homogenija struktura
Toreficirana biomasa se može proizvesti iz širokog raspona sirovina biomase, dok se dobivaju slična svojstva proizvoda. Većina drvenaste i zeljaste biomase sastoji se od tri glavne polimerne strukture: celuloze, hemiceluloze i lignina. Zajedno se nazivaju lignoceluloza. Torefakcija prvenstveno usmjerava funkcionalne skupine s vlagom i bogatim kisikom i bogatim vodikom iz tih struktura, što rezultira strukturama sličnim strukturi u sva tri slučaja. Stoga, većina goriva biomase, bez obzira na podrijetlo, proizvode toreficirani proizvod sa sličnim svojstvima, s iznimkom svojstava pepela, koji u velikoj mjeri odražavaju izvorni sadržaj i sastav pepela goriva.

#### Hidrofobno ponašanje
Toreficirana biomasa ima hidrofobna svojstva, tj. odbacuje vodu, a kada se kombinira sa zgušnjavanjem, može se izvesti skupno skladištenje na otvorenom. Torefakcija zaustavlja biološke aktivnosti,što smanjuje rizik od požara i truljenja. Torefakcija biomase dovodi do poboljšanih svojstava mljevenja biomase.To dovodi do učinkovitijeg kombiniranog puštanja u postojeće elektrane na ugljen ili plinifikacijskog protoka za proizvodnju kemikalija i transportnih goriva.

### Tržište za toreficiranu biomasu
Toreficirana biomasa ima dodanu vrijednost za različita tržišta. Biomasa općenito pruža nisku cijenu i niskorizičan put ka manjoj emisiji CO2. Kada je potrebna ogromna količina, torefakcija bi mogla doprinijeti da biomasa iz udaljenih izvora bude konkurentna zbog gustoće materijala lakšu za pohranu i transport.

#### Gorivo u prahu
Toreficirani drveni prah može se preraditi u fini prah i kada se komprimira, oponaša ukapljeni naftni plin.

#### Istovremeno izgaranje u elektranama na ugljen
Toreficirana biomasa rezultira nižim troškovima rukovanja i omogućuje veće brzine istovremenog izgaranja s ugljenom. Proizvod se može isporučiti u rasponu od 20-25 GJ/t u veličini briketa ili peleta. 

#### Proizvodnja čelika
Vlaknastu biomasu vrlo je teško rasporediti u peći. Da bi se zamijenio injekcijski ugljen, proizvod biomase mora imati nižu toplinsku vrijednost (LHV) veću od 25 GJ / t.

#### Stambeno (decentralizirano) grijanje
Relativno visok postotak prijevoza na kotačima u lancu opskrbe čini biomasu skupom. Povećanje gustoće volumne energije smanjuje troškove. Ograničeni prostor za pohranu povećava potrebu za povećanom volumetrijskom gustoćom, da bi ljudima biomasu učinio ekonomski dostupnom. Udio vlage je bitan jer on dovodi do dima i mirisa.

#### Biomasa za gorivo
Toreficirana biomasa rezultira nižim troškovima rukovanja. Također služi kao sirovina za proizvodnju transportnih goriva, što znatno štedi troškove proizvodnje takvih goriva.
Toreficirana biomasa služi kao 'čista' sirovina za proizvodnju transportnih goriva (Fischer-Tropsch proces), što znatno štedi troškove proizvodnje takvih goriva.

#### Razne namjene
C. F. Martin & Co. koriste torefakciju kako bi dobili više dimenzijski stabilan proizvod od tradicionalnog sušenja ili sušenja zrakom, što rezultira dijelovima gitare za koji tvrde da su slični starijim komadićima drva. Oni tvrde, "Vjerujemo da nam to dopušta približavanje tonu stare gitare".